# Turold de Pont-Audemer
Turold de Pont-Audemer, también Thorold de Vieilles y Tourude de Harcourt (Thorolf, nórdico antiguo: Þóroldr c. 945-1040), fue un noble normando, hijo del vikingo Torf (un barón de Hrolf Ganger) y Ertemberge de Briquebec, una hija de Anslech de Bricquebec. Señor de Pont-Audemer, tutor de Guillermo el Conquistador durante su minoría de edad. Es el primer referente de la casa de Beaumont por su matrimonio con Wewe, hermana de la Gunnora de Crepon, esposa de Ricardo I de Normandía. Con su matrimonio, mejoró su posición entre la nobleza normanda y se convirtió en una figura destacada durante los reinados de Ricardo II, Ricardo III y Roberto I.
Fue asesinado (estrangulado) durante los primeros años del joven Guillermo como duque.

## Herencia
Por su matrimonio con Wewe (Duvelina), tuvo descendencia:
- Onfroi de Vieilles (Humphrey), señor de Beaumont-le-Roger y Vieilles. Padre de Roger de Beaumont;[4]
- Herbrand de Pont-Audemer (c. 982);
- Richard de Harcourt (Pont-Audemer, c. 986);
- Gilbert de Harcourt (Pont-Audemer, c. 988);
- Turquetil de Neufmarché;
- Emma de Harcourt (Pont-Audemer, c. 1020).

### Otros posibles hijos
- Hugo de Beauchamp (c. 950-1008), abuelo de Hugo de Beauchamp (c. 1050-1114).